# 26921 Jensallit
26921 Jensallit (1996 TF15) là một tiểu hành tinh nằm phía ngoài của vành đai chính được phát hiện ngày 15 tháng 10 năm 1996 bởi G. Sallit ở Southend Bradfield.